# Palazzo Corsini Suarez
Palazzo Corsini-Suarez o Palazzo della Commenda  è un edificio storico del centro di Firenze, situato in via Maggio 42, zona Oltrarno. Il palazzo appare nell'elenco redatto nel 1901 dalla Direzione Generale delle Antichità e Belle Arti, quale edificio monumentale da considerare patrimonio artistico nazionale.

## Storia e descrizione

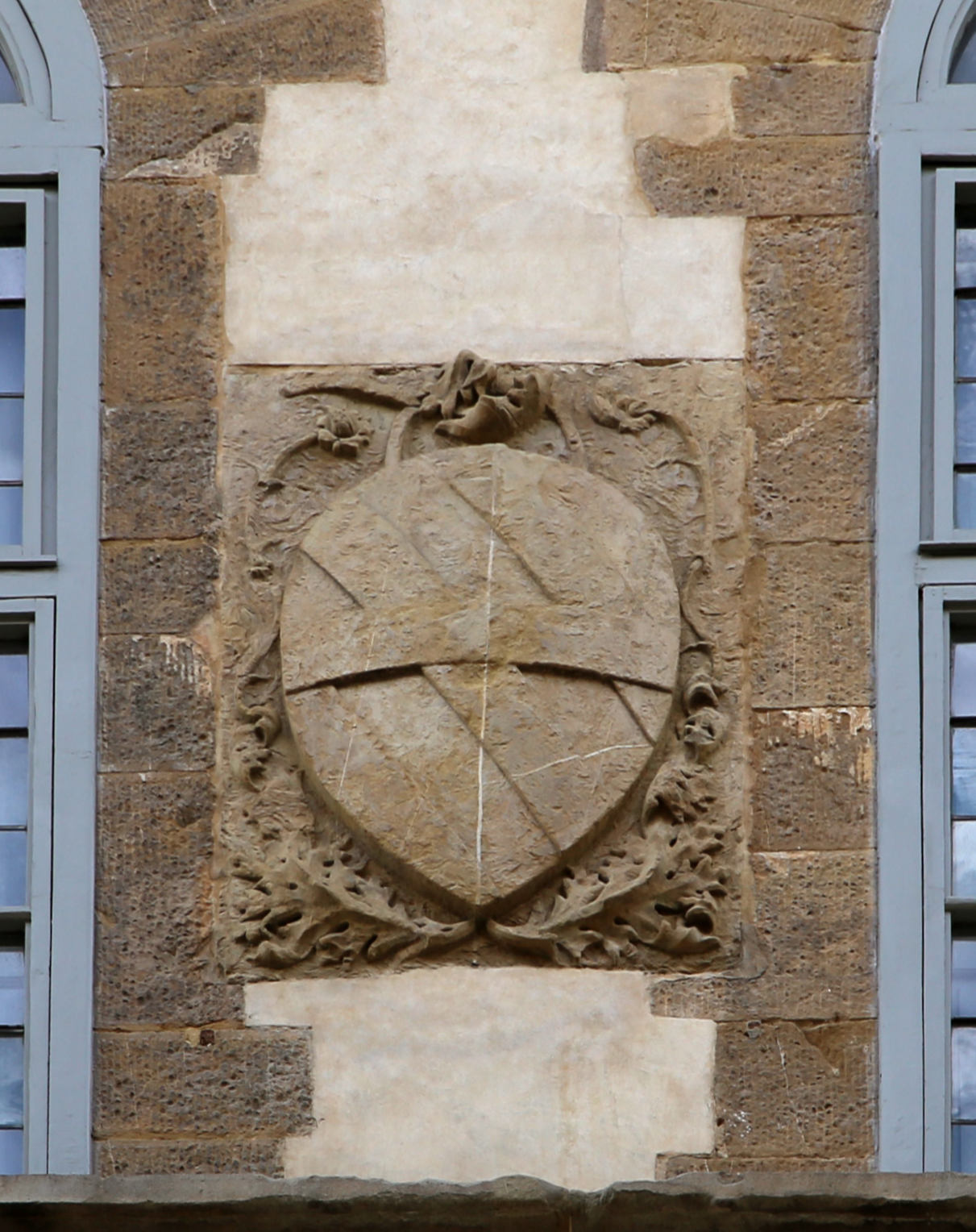
Stemma Corsini

L'edificio è legato al nome dei Corsini fin dalla sua origine: qui erano già nei primi del Trecento almeno tre case di proprietà della famiglia (una delle quali si vuole avesse visto la nascita di sant'Andrea Corsini nel 1301) che, incendiate e semi distrutte durante il tumulto dei Ciompi del 1378, vennero definitivamente abbattute per fare spazio ad una nuova e grande residenza. 
I lavori furono promossi da Filippo Corsini, sei volte gonfaloniere di giustizia, e sostanzialmente determinarono l'attuale configurazione dei primi piani della facciata sulla via, mentre per quanto riguarda gli interni probabilmente si provvide a integrare nel nuovo alcune murature preesistenti. La letteratura è tuttavia concorde a far risalire agli ultimi anni del Trecento o ai primi del Quattrocento l'originaria redazione dell'edificio. Alla morte di Filippo il palazzo passò a suo figlio Gherardo e venne poi trasmesso in via ereditaria fino al 1559, quando si estinse il ramo familiare.
Dopo alcuni passaggi di proprietà (Marzi Medici tra il 1559 e il 1574 e Bartoli dal 1574 al 1590) il palazzo fu acquistato nel 1590 dal nobile portoghese Baldassarre (Baltasar) Suarez de la Concha, nobile castigliano titolare della Commenda di Firenze dell'Ordine di Santo Stefano (ordine cavalleresco istituito da Cosimo I per la difesa del mar Tirreno dai pirati), da cui una delle denominazioni tradizionali con cui il palazzo è noto. Lo stesso Baldassarre e quindi suo figlio Ferdinando, per conferire all'edificio un tono consono sia al nome della famiglia sia al suo ruolo di sede fiorentina dell'Ordine, provvidero a ingrandire la proprietà verso borgo Tegolaio, acquistando alcuni edifici contigui e affidando a Gherardo Silvani il compito della ristrutturazione, conclusasi entro il 1625 circa. 
A questo periodo risalgono su via Maggio il grande portone, la serie di finestre inginocchiate al piano terreno e l'intero terzo piano, caratterizzato da finestre più piccole e da una monumentale gronda sporgente impreziosita dalle imprese araldiche intagliate con il tema della conchiglia, attributo peculiare dei Suarez. Segni dei lavori sono pure nel cortile, dove gli eleganti capitelli in pietra serena a foglie d'acqua (ripetuti nei lavori d'ingrandimento su modello di quelli tardo trecenteschi) mostrano l'arme dei Suarez e le insegne dell'Ordine di Santo Stefano. Qui è da notare all'altezza del primo piano il terrazzo con balaustri cinquecenteschi che, visto dal basso, mostra un pregevole soffitto ligneo a cassettoni con rosoni intagliati. 
La parte tergale che guarda su borgo Tegolaio è sempre da datare a questo periodo. Tra la fine del Seicento e il 1720 fu realizzata negli spazi interni una nuova alcova e affrescati vari ambienti con l'intervento di Ranieri Del Pace, di Giovanni Camillo Sagrestani e della sua bottega. 

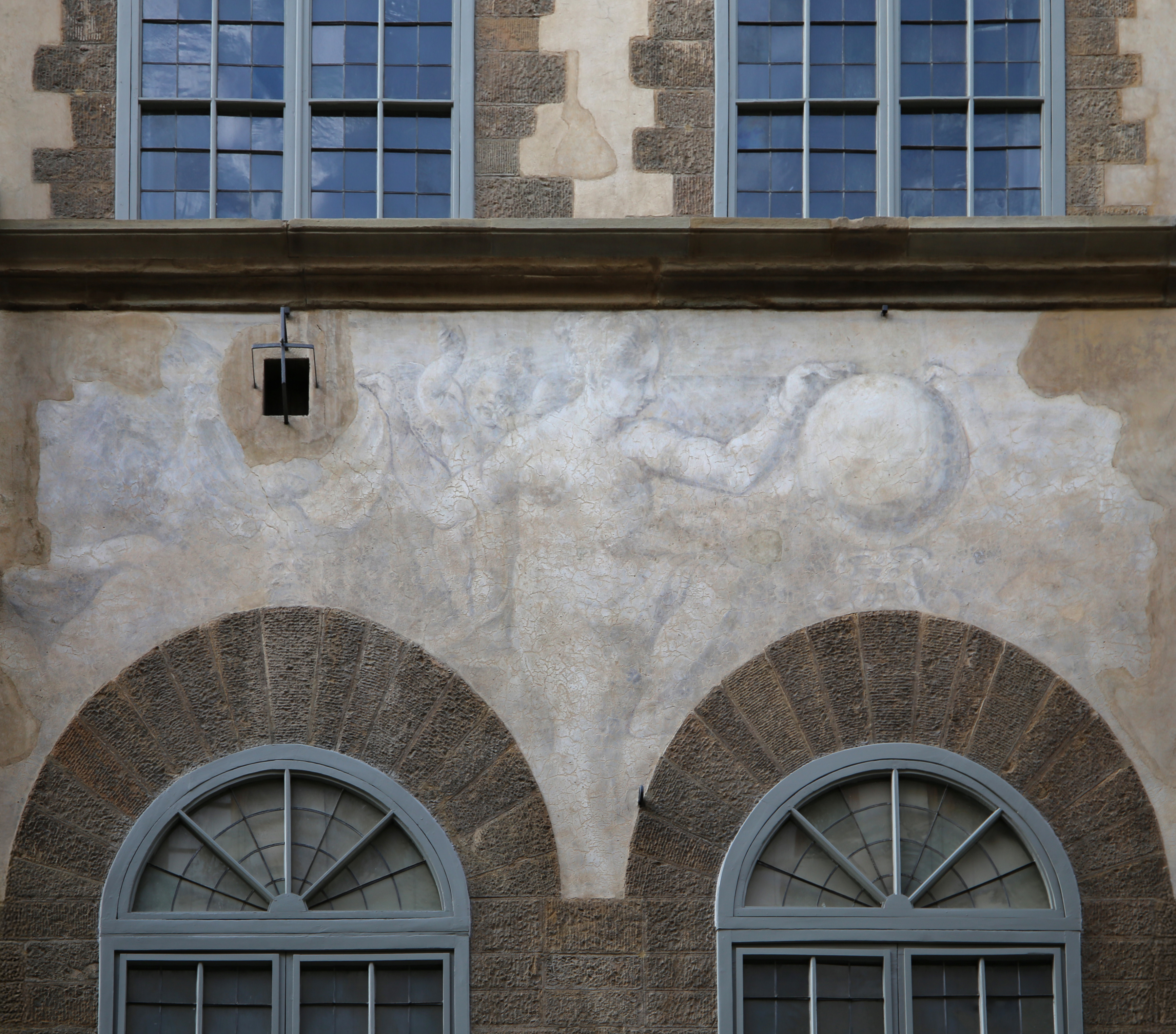
Graffiti del 1618

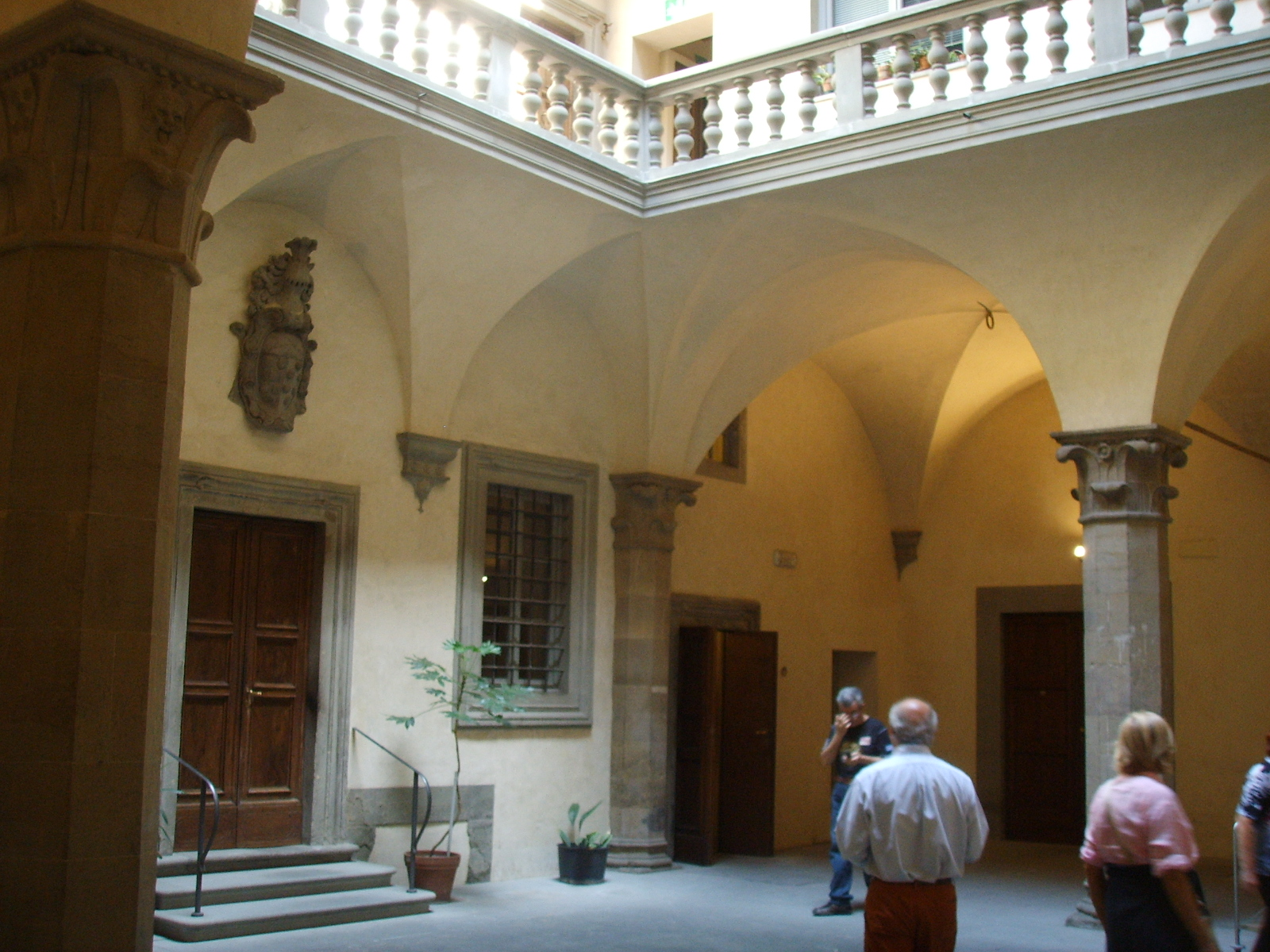
Il cortile

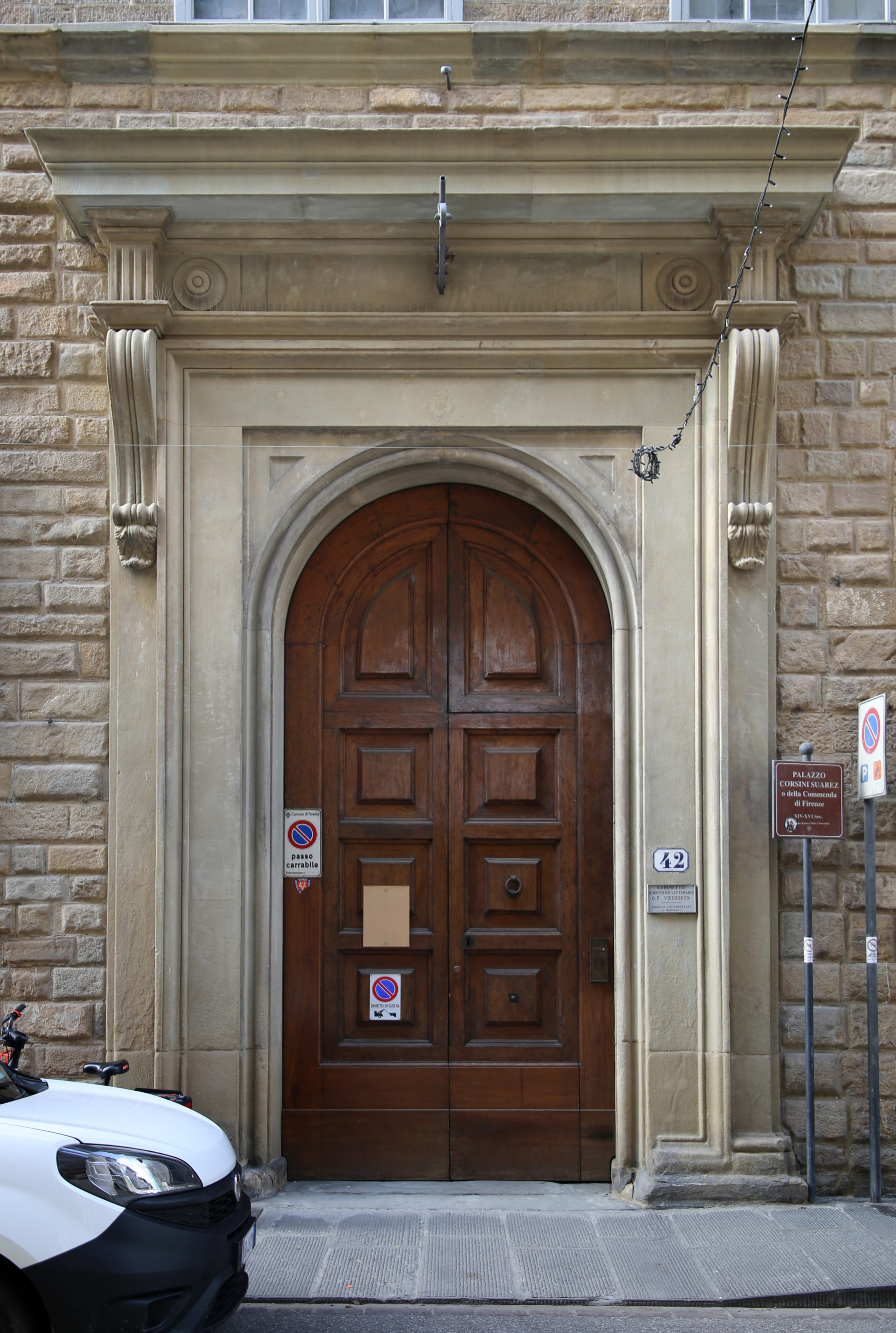
Portale di Gherardo Silvani

Dopo l'estinzione dei Suarez nel 1799 e la soppressione dell'ordine cavalleresco il palazzo fu individuato come sede delle Scuole di San Leopoldo ("Gazzetta Universale" 1801), passando successivamente tra i beni del demanio e quindi nelle proprietà del Comune di Firenze. Negli anni di Federico Fantozzi (1843) e fino alla fine degli anni 1960 ospitò il Commissariato di Pubblica Sicurezza di Santo Spirito, conoscendo significativi interventi di restauro nel 1913, nel 1918 (con la direzione dell'architetto Ezio Zalaffi) e di manutenzione straordinaria nel 1956. 
Nel 1967 fu individuato dall'Amministrazione Comunale quale sede degli archivi novecenteschi del Gabinetto scientifico letterario G.P. Vieusseux (Archivio contemporaneo Alessandro Bonsanti) che, dopo importanti lavori di consolidamento e di adeguamento della struttura avviati nel 1970, furono qui trasferiti a partire dal 1979-1980. 
Nell'ambito di più recenti interventi di restauro diretti dall'architetto Pietro Ruschi (1989-1992) tornarono alla luce alcune decorazioni monocrome che un tempo decoravano la facciata, realizzate probabilmente nel 1618 (come suggeriscono gli elementi araldici rinvenuti) in occasione delle nozze del figlio di Baldassarre, Ferdinando, con Maria, appartenente a un ramo cadetto dei Medici. Alle due famiglie farebbero infatti chiaro riferimento i temi della palla (Medici) e della conchiglia (Suarez) alternati. Interamente leggibile è ancora una grande figura femminile panneggiata, rivolta a destra nell'atto di stendere la mano sinistra a toccare una grande palla, mentre alle sue spalle è un piccolo putto nudo. 
Su questo stesso prospetto si segnala la piccola finestra da bambino posta all'estrema sinistra e, dal lato opposto, uno scudo antico con l'arme dei Corsini (qui senza smalti, ma bandato di sei pezzi d'argento e di rosso, alla fascia attraversante d'azzurro).